# Sollevamento pesi ai Giochi della XXI Olimpiade - Pesi massimi-leggeri
La competizione della categoria pesi massimi-leggeri (fino a 82,5 kg) di sollevamento pesi ai Giochi della XXI Olimpiade si è svolta il giorno 24 luglio 1976 all'Aréna Saint-Michel di Montréal.

## Regolamento
La classifica era ottenuta con la somma delle migliori alzate delle seguenti 2 prove:
- Strappo
- Slancio

Su ogni prova ogni concorrente aveva diritto a tre alzate. In caso di parità vinceva il sollevatore che pesava meno.

## Risultati
| Pos.    | Atleta            | Nazione          | Peso Atleta | Strappo | Strappo | Strappo | Strappo | Slancio | Slancio | Slancio | Slancio | Totale      |
| Pos.    | Atleta            | Nazione          | Peso Atleta | 1       | 2       | 3       | Tot     | 1       | 2       | 3       | Tot     | Tot         |
| ------- | ----------------- | ---------------- | ----------- | ------- | ------- | ------- | ------- | ------- | ------- | ------- | ------- | ----------- |
| Oro     | Valerij Šarij     | Unione Sovietica | 81,70       | 157,5   | 162,5   | 162,5   | 162,5   | 192,5   | 197,5   | 202,5   | 202,5   | 365,0       |
| Argento | Trendafil Stojčev | Bulgaria         | 81,90       | 157,5   | 162,5   | 165,0   | 162,5   | 192,5   | 197,5   | 202,5   | 197,5   | 360,0       |
| Bronzo  | Péter Baczakó     | Ungheria         | 82,40       | 152,5   | 157,5   | 160,0   | 157,5   | 187,5   | 200,0   | 200,0   | 187,5   | 345,0       |
| 4       | Nikos Iliadis     | Grecia           | 82,30       | 145,0   | 150,0   | 152,5   | 150,0   | 185,0   | 190,0   | 190,0   | 190,0   | 340,0       |
| 5       | Juhani Avellan    | Finlandia        | 82,45       | 145,0   | 150,0   | 150,0   | 145,0   | 185,0   | 185,0   | 197,5   | 185,0   | 330,0       |
| 6       | Stefan Jacobsson  | Svezia           | 81,85       | 140,0   | 147,5   | 152,5   | 147,5   | 170,0   | 177,5   | 177,5   | 170,0   | 317,5       |
| 7       | Sueo Fujishiro    | Giappone         | 81,00       | 140,0   | 145,0   | 145,0   | 140,0   | 170,0   | 172,5   | 177,5   | 172,5   | 312,5       |
| 8       | Gerd Kennel       | Germania Ovest   | 81,70       | 135,0   | 140,0   | 140,0   | 135,0   | 177,5   | 182,5   | 182,5   | 177,5   | 312,5       |
| 9       | Erling Johansen   | Danimarca        | 81,80       | 137,5   | 137,5   | 137,5   | 137,5   | 170,0   | 175,0   | 175,0   | 170,0   | 307,5       |
| 10      | Samuel Bigler     | Stati Uniti      | 82,15       | 130,0   | 137,5   | 137,5   | 130,0   | 173,5   | 177,5   | 182,5   | 177,5   | 307,5       |
| 11      | Pablo Justiniani  | Panama           | 82,50       | 125,0   | 130,0   | 132,5   | 130,0   | 160,0   | 165,0   | 170,0   | 165,0   | 295,0       |
| 12      | Mehmet Suvar      | Turchia          | 79,50       | 132,5   | 137,5   | 137,5   | 132,5   | 160,0   | 160,0   | 165,0   | 160,0   | 292,5       |
| –       | Ferenc Antalovics | Ungheria         | 82,30       | 147,5   | 152,5   | 155,0   | 155,0   | 182,5   | 182,5   | 185,0   | -       | DNF         |
| –       | Rolf Milser       | Germania Ovest   | 81,65       | 155,0   | -       | 157,5   | -       | 200,0   | 205,0   | 210,0   | 205,0   | DNF         |
| –       | Pierre St. Jean   | Canada           | 81,10       | 150,0   | 150,0   | 150,0   | -       | -       | -       | -       | -       | DNF         |
| –       | Leif Jenssen      | Norvegia         | 82,05       | 160,0   | 160,0   | 160,0   | -       | -       | -       | -       | -       | DNF         |
| –       | Blagoj Blagoev    | Bulgaria         | 81,75       | 157,5   | 162,5   | 167,5   | 162,5   | 190,0   | 195,0   | 200,0   | 200,0   | DSQ [362,5] |